# Les nouvelles enquêtes de Maigret
Les nouvelles enquêtes de Maigret è una raccolta di racconti di Georges Simenon con protagonista il commissario Maigret, pubblicata nel 1944 da Gallimard.
Le prime 9 inchieste, pubblicate su "Paris-Soir" dal 25 ottobre 1936 al 3 gennaio 1937, includono:
- La péniche aux deux pendus
- L'affaire du Boulevard Beaumarchais
- La fenêtre ouverte
- Monsieur Lundi
- Jeumont, 51 minutes d'arrêt!
- Peine de mort
- Les larmes de bougie
- Rue Pigalle
- Une erreur de Maigret

Le seconde 10 inchieste, pubblicate in fascicoli su "Police-Film", poi "Police-FIlm/Police-Roman", quindi "Police-Roman" dal 28 luglio al 12 agosto 1938, includono:
- L'amoureux de Madame Maigret
- La vieille dame de Bayeux
- L'auberge aux noyés
- Stan le tueur
- L'étoile du Nord
- Tempête sur la Manche
- Mademoiselle Berthe et son amant
- Le notaire de Châteauneuf
- L'improbable Monsieur Owen
- Ceux du Grand-Café

La prima edizione comprendeva solo i primi 17 racconti, gli ultimi due sono stati aggiunti successivamente (la prima volta nelle Œuvres complètes del 1967).
In italiano, i racconti sono usciti sparsi, con l'eccezione delle due raccolte Maigret in rue Pigalle (1962)  e Due giorni per Maigret (1963), edite da Mondadori, che li contengono in buona parte.